# Čortkiv
Čortkiv (in ucraino Чортків?) è una città ucraina (26 279 abitanti) nel distretto di Čortkiv, nell'oblast' di Ternopil'. Ospita l'amministrazione  della comunità territoriale di Čortkiv una delle comunità territoriali dell'Ucraina.
Fino al 18 luglio 2020 Čortkiv costituiva una città di rilevanza regionale e non apparteneva ad alcun distretto, anche se era il centro amministrativo del distretto di Čortkiv. Come parte della riforma amministrativa dell'Ucraina, che ridusse a tre il numero di distretti dell'Oblast' di Ternopil', la città fu integrata nel distretto di Čortkiv'.